# Saint George's (Terre-Neuve-et-Labrador)
Saint George's est une communauté, située sur l'Île de Terre-Neuve, dans la province de Terre-Neuve-et-Labrador, au Canada.

## Municipalités limitrophes